# غردينية شاحبة
غردينية شاحبة (الاسم العلمي:Gardenia pallens) هي نوع من النباتات تتبع جنس الغردينية من الفصيلة الفوية.